# Ніколас Меркатор
Ніколас Меркатор (нім. Nicholas Mercator; близько 1620, Гольштейн, Німеччина – 1687, Версаль, Франція) — був німецьким математиком, також відомий під своїм німецьким ім'ям Кауфман, член Лондонського королівського товариства. 

## Біографія
Народився в місті Ойтін, Шлезвіг-Гольштейн, Німеччина. Ніколас здобув освіту в Ростоку і Лейдені, після чого жив з 1642 по 1648 рік у Нідерландах. Читав лекції в Копенгагенському університеті в 1648–1654 роках. З 1655 по 1657 рік жив у Парижі, Франція. Він був учителем математики у Джоселін Персі, сина 10-го графа Нортумберленд, в Петворті, Сассекс (1657). Викладав математику в Лондоні (1658–1682). У 1666 році він був обраний членом Королівського товариства. Він розробив морський хронометр для Карла II. У 1682 році Жан Кольбер запросив Меркатора для допомоги в проектуванні і будівництві фонтанів в Версальському палаці, тому він переїхав туди. 
Він помер у Версалі в 1687 році.

## Наукова діяльність
Математично він найбільш відомий своїм трактатом Logarithmo-technia про логарифми, опублікованими в 1668 році. У цьому трактаті він описав ряд Меркатора, також незалежно відкритий Грегорі Сен-Вінсентом:
{\displaystyle \ln(1+x)=x-{\frac {1}{2}}x^{2}+{\frac {1}{3}}x^{3}-{\frac {1}{4}}x^{4}+\cdots .}
В області музики Меркатор вніс перший точний звіт про 53 однакових темпераменти, який мав теоретичне значення, але не отримав широкого поширення. Запропонував шкалу Кауфмана - поділ октави замість 12 на 53 частини.